# TV1
TV1 – litewski kanał telewizyjny nadawany od 29 kwietnia 2003 roku. Kanał przeznaczony dla osób w każdym wieku, nadawane są tam programy publicystyczne, seriale telewizyjne, filmy, programy kulturalne i rekreacyjne. Kanał jest nadawany w formie analogowej i cyfrowej.

## Programy
- Baltic New Music Chart
- „Jazzy World”
- „Słowem – wróbel”
- „Historia”. „Artysta Portrety”